# Michel Didier
Michel Didier, né le 22 novembre 1940, est un économiste français.

## Biographie

### Jeunesse et études
Il a été élève à l’École polytechnique et de l'École nationale de la statistique et de l'administration économique.

### Parcours professionnel
Il est directeur puis président de Rexecode entre 1990 et 2008. Il est président de son comité de direction depuis décembre 2018.
Il a été professeur au Conservatoire national des arts et métiers. Il est titulaire honoraire de la Chaire d'économie et statistiques industrielles, dans laquelle il a succédé à Jean Fourastié.
Il fut membre du Conseil d’analyse économique auprès du Premier ministre entre 1997 et 2012. Il a été membre du Conseil économique, social et environnemental de 2005 à 2010. Il est membre du Cercle des économistes.
En 2011, il a reçu le prix d’Economie Zerilli-Marimo de l'Académie des sciences morales et politiques pour l'ensemble de son œuvre.
Il est le père de l'homme politique Geoffroy Didier.

## Prises de position
Durant la crise du Covid-19, il se montre favorable à ce que l’État consente aux entreprises des prêts sans échéance et remboursables seulement sur les bénéfices futurs, afin d'éviter des faillites de masse.

## Ouvrages
- Innovation et croissance (avec Robert Boyer), La Documentation française, 1998
- Enjeux économiques de l’UMTS (avec Jean-Hervé Lorenzi), La Documentation française, 2001
- Économie, les règles du jeu, éditions Atlas economica, 1985, 3e éd. 1992, 376 p.  (ISBN 978-2717823592)
- Michel Didier et Jean-François Ouvrard, L'impôt sur le capital au XXIe siècle : Une coûteuse singularité française, Paris, Économica, 2016, 160 p. (ISBN 978-2717868678)

## Distinctions
- Commandeur de la Légion d'honneur (13 juillet 2010)[5]